# 聖母升天主教座堂 (庫爾)

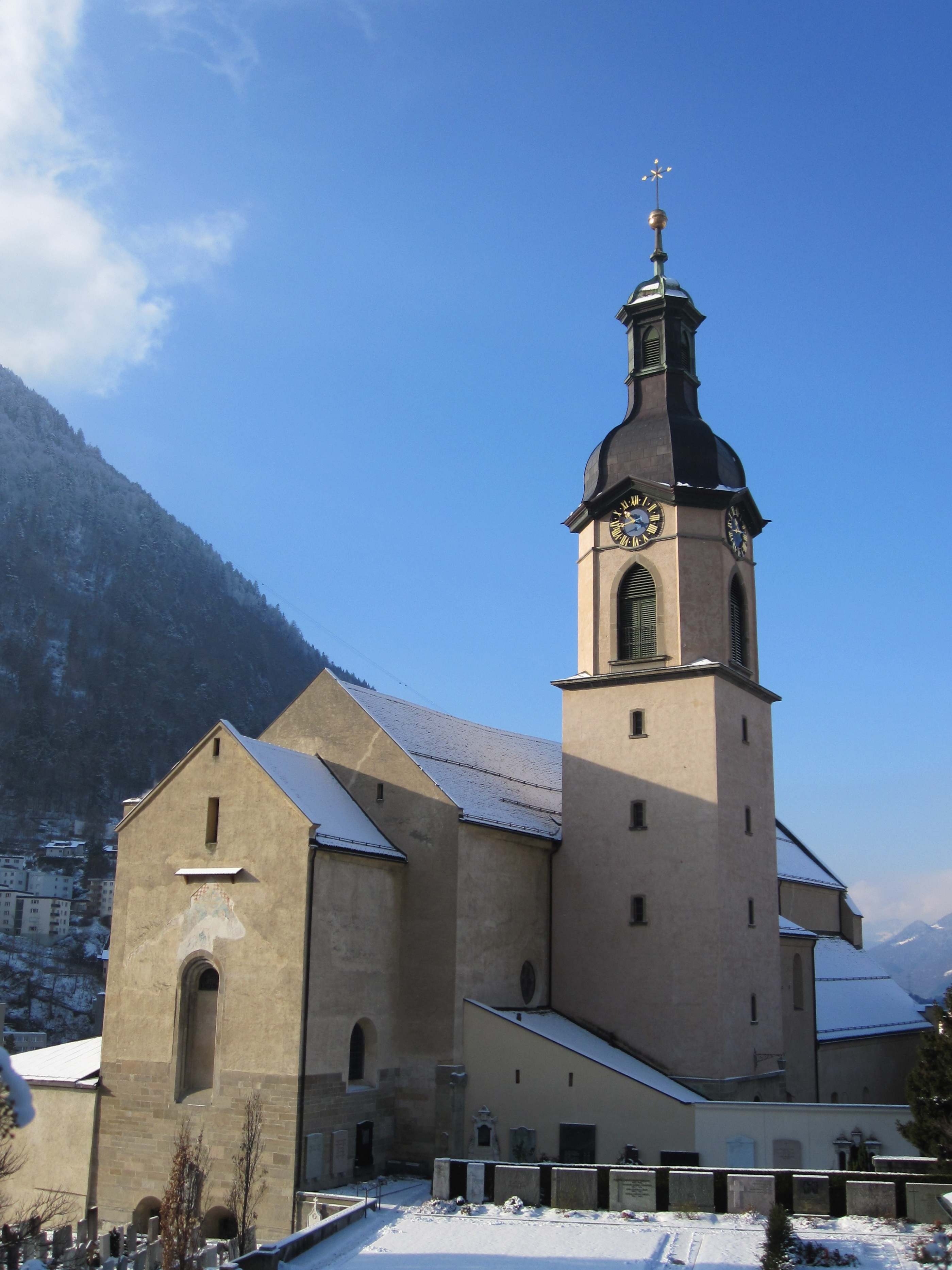

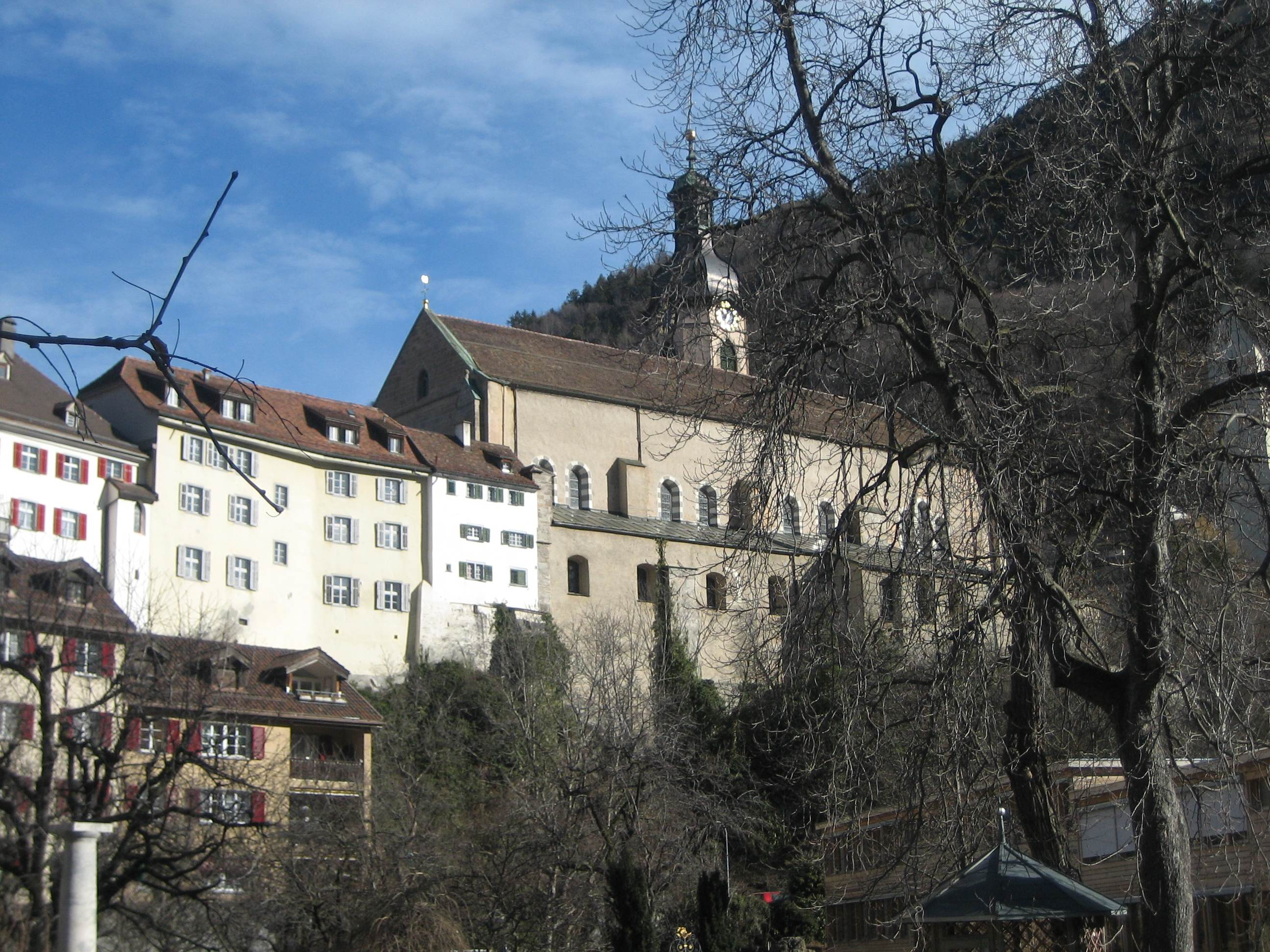

圣母升天主教座堂（德語：Kathedrale St. Mariä Himmelfahrt）位于瑞士格劳宾登州主要城市库尔，是天主教库尔教区的主教座堂，以“圣母升天”命名。
46°50′52″N 9°32′07″E / 46.84778°N 9.53528°E